# سینما بهار گزبرخوار
سینما بهار یک سینما در شهر گزبرخوار، ایران است.
این سینما که متعلق به حوزه هنری می‌باشد در سال ۱۳۸۱ با یک سالن تأسیس شده‌است.